# Opel 4 PS

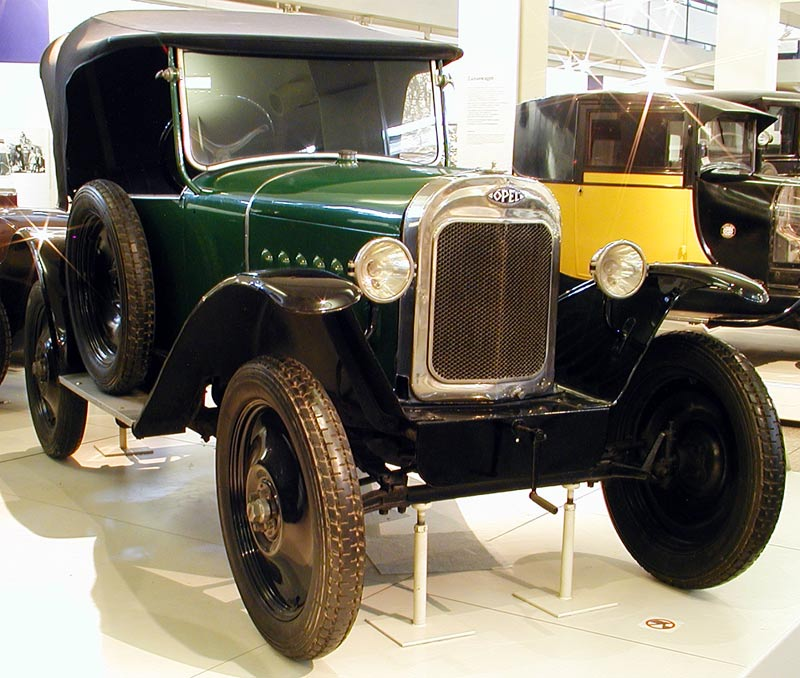
Opel Laubfrosch: „Dasselbe in grün“

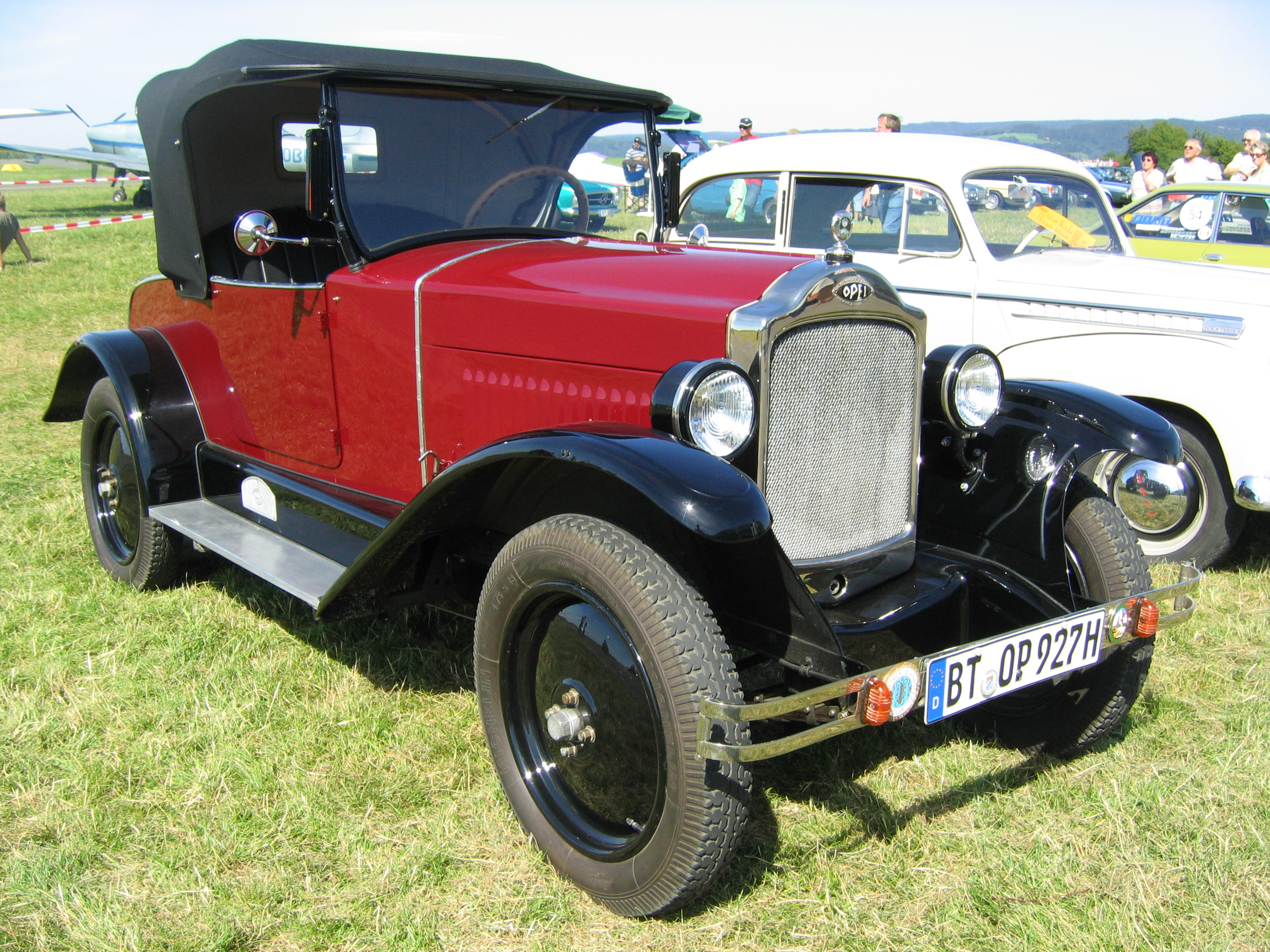
Opel 4PS: „Dasselbe in rot“

Opel 4 PS, im Volksmund Opel Laubfrosch, war eine Pkw-Baureihe des deutschen Herstellers Adam Opel KG (ab 1929 AG), die zwischen Mai 1924 und Juni 1931 in Rüsselsheim produziert wurde. Die Fließbandfertigung der deutschen Automobilindustrie begann 1924 mit dem Opel 4 PS, etwa ein Jahr darauf wurde der Hanomag 2/10 PS das nächste „Fließbandauto“ in Deutschland.

## Beschreibung
Der Opel 4 PS, auch Opel 4/12 PS, das Grundmodell, war das erste in Deutschland am Fließband gebaute Automobil und wurde bis 1926 produziert. Die Bezeichnung „4/12 PS“ war von der vorgesehenen Kraftfahrzeugsteuer beeinflusst. Mit 4 Steuer-PS hatte der Wagen anfangs 12 PS Motorleistung. Im Vergleich zu vielen damals üblichen Automobilen war er klein und grün statt groß und schwarz und wurde deshalb vom Volksmund „Laubfrosch“ genannt. Ebenfalls vom Volksmund mit Namen bedacht war das Vorgängermodell Opel 4/8 PS, der als Opel Doktorwagen bekannt war, was gleichzeitig für den Kundenkreis dieser Wagen sprach.
Im Mai 1924 rollte der erste Opel 4/12 PS vom Band. Der Einlitermotor hatte anfangs 950 cm³ (später 1020 cm³) mit einer Zylinderbohrung von 58 mm (später 60 mm) und mit einem Hub von 90 mm. Er brachte das Auto auf eine Spitzengeschwindigkeit von 60 km/h. Weitere „Laubfrösche“ waren der 4/14 PS zwischen 1924 und 1925, der 4/16 PS zwischen 1925 und 1926, der 4/16 (4/18) PS zwischen 1926 und 1930, sowie der 4/20 PS, auch „1,1 Liter“ genannt, zwischen 1929 und 1931. Ab Oktober 1929 wurde die Fahrzeug-Identifizierungsnummer (FIN) im Fahrzeugrahmen eingeschlagen. Zuvor war es üblich, die FIN der Fahrzeuge nach den Motornummern zu bestimmen. Nach insgesamt 119.484 Wagen aller Versionen kam im Juli 1931 der Nachfolger Opel 1,2 Liter auf den Markt, Vorgänger des Opel P4 und des Opel Kadett.
Die Fließbandfertigung des Opel Laubfrosch gilt als die Geburtsstunde für das „Auto des kleinen Mannes“ in Deutschland und war gleichzeitig die Rettung für Opel, wo man wegen Zulieferschwierigkeiten aus dem französisch besetzten Ruhrgebiet und der steigenden Inflation der frühen 1920er-Jahre das Werk 1923 geschlossen und auf Fließbandfertigung umgestellt hatte, so wie es in der amerikanischen Automobilproduktion schon länger verbreitet war. 4.500,-- Rentenmark kostete der „Wagen für Jedermann“ nach Produktionsstart. Obgleich preiswert im Vergleich zu anderen Automobilen, entsprach dies immer noch dem Gegenwert eines Eigenheims. Nach 100.000 verkauften Exemplaren war der Opel in der einfachen Ausführung 1930 ab 1.800,-- Reichsmark erhältlich. Durch die Weltwirtschaftskrise war für viele Kunden und Hersteller der Automobilmarkt in jener Zeit problematisch. Deshalb ist die Zahl der verkauften Fahrzeuge schwierig zu bewerten. Opel nennt für 1928 einen Marktanteil von 44 Prozent und wurde 1929 von General Motors übernommen, was die Fortführung der Produktion sicherte.
Die seit 1924 fortlaufend gesenkten Preise für den Opel Laubfrosch wurden später in der Presse als besonderer Erfolg betont. Allerdings hatten sich die Kosten für Unterhalt, Betrieb und Wiederbeschaffung eines Opel Laubfrosch mit 20.000 km Jahresfahrleistung bis 1939 auf einen errechneten Betrag von 4.131,-- Reichsmark entwickelt. Es galt als Faustregel, das die Fahrzeugkosten im ersten Jahr dem Preis der Neuanschaffung gleich kamen. Im Automobilmarkt war der Laubfrosch beliebt und quasi ein früher „Volks-Wagen“; er galt als Kleinwagen an der Schwelle zu den damaligen Mittelklassefahrzeugen.
Als Erfolg im Motorsport gilt der auf Basis des „Laubfroschs“ 1928 entstandene erste raketengetriebene Wagen der Welt: der Opel RAK1.

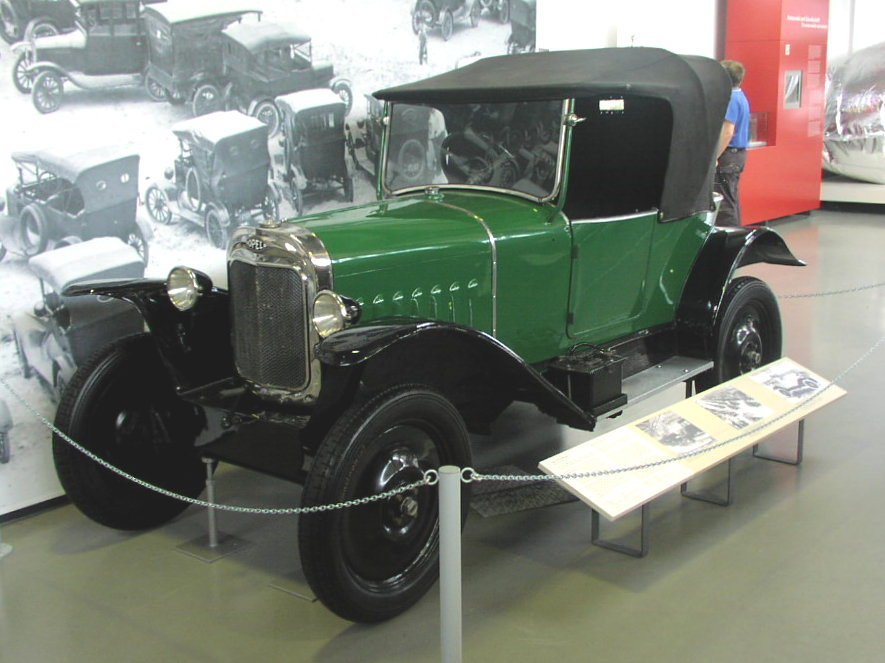
Opel Laubfrosch, Fahrzeugfront links
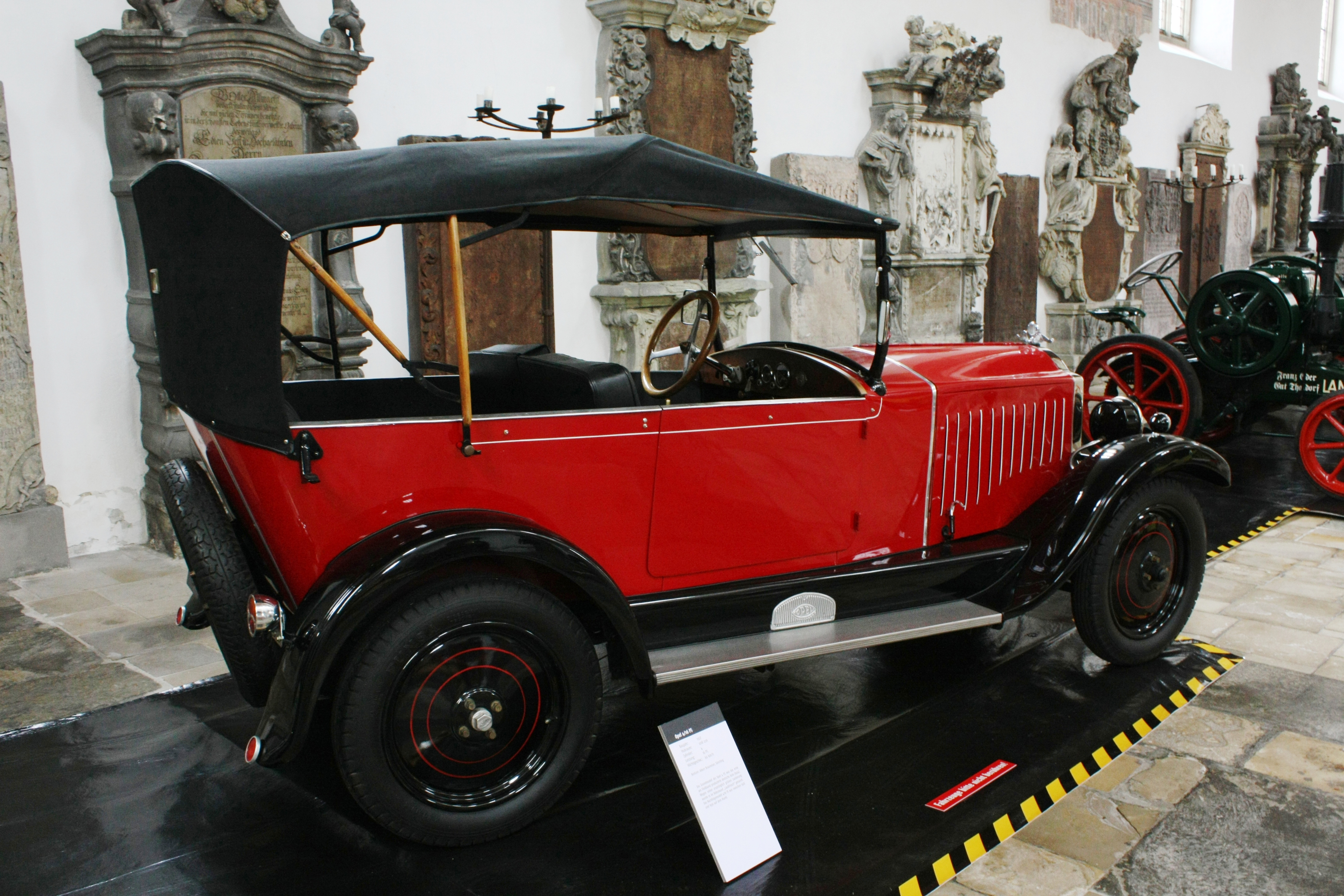
Opel Laubfrosch, mit glattem Fahrzeugheck
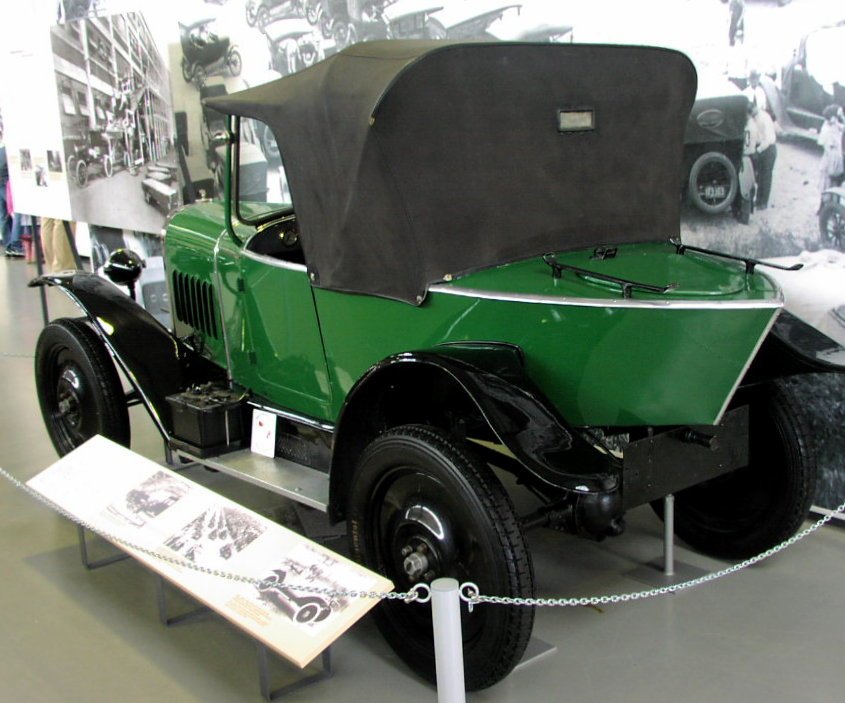
Opel Laubfrosch, gut erkennbar ein bootsförmiges Fahrzeugheck

## Karosserievarianten
Als Karosserievariante bot Opel beim 1924er 4/12 PS nur einen offenen Zweisitzer mit sogenanntem „Bootsheck“ und Segeltuchverdeck an. Bei den späteren Laubfrosch-Modellen wuchsen die Fahrzeugmaße etwas, es gab technische Verbesserungen und weitere Varianten:
- Zweisitzer Basisaufführung: offenes Modell 1924 mit Spitzgatt-Bootsheck (ab 1926 abgerundetes Heck)
- Zweisitzer Luxusausführung: offenes Modell mit verändertem Heck (ab 1925)
- Dreisitzer: offenes 3-sitziges Fahrzeug (ab November 1924)
- Viersitzer: offenes 4-sitziges Fahrzeug (ab 1925)
- Limousine: geschlossenes Fahrzeug mit drei (ab November 1924) oder vier (ab 1925) Sitzplätzen
- Lieferwagen: geschlossenes Fahrzeug mit Hecktür (ab November 1924)

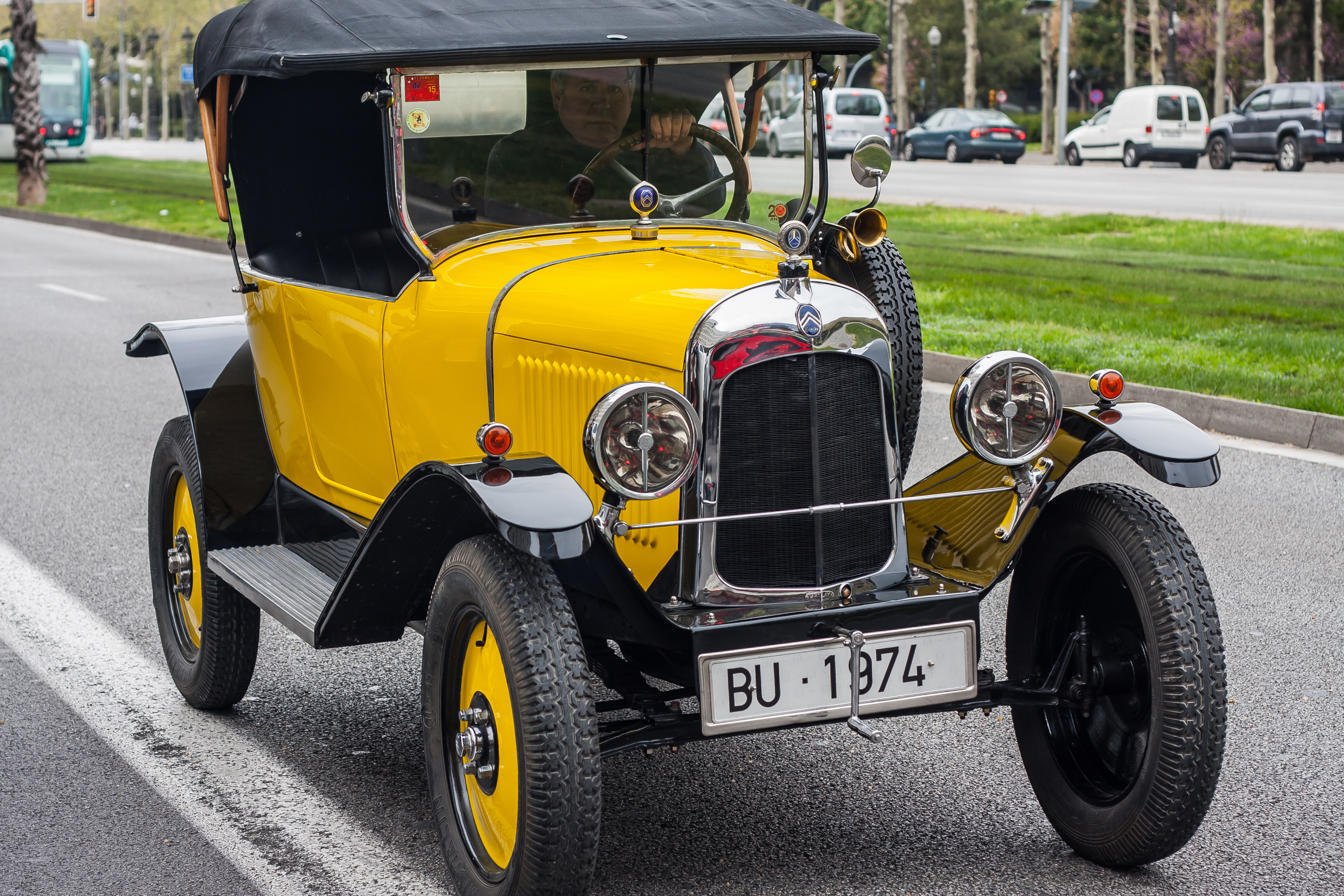
Ein Fahrzeug der Kläger: ein Citroën Typ C „Dasselbe in gelb“

## Plagiatsprozess von Citroën
Den Laubfrosch sah Citroën als Plagiat des französischen Citroën 5CV bzw. 5HP. In Prozessen, die seinerzeit von Citroën angestrengt wurden, wurde die Klage von den Gerichten wegen mehrerer Fahrzeugdetailunterschiede zurückgewiesen. Die nach außen auffälligste Änderung war aber die grüne Lackierung – Citroën lackierte das Auto zitronengelb. 1924 und 1925 wurden in Deutschland viermal so viele Opel 4 PS wie Citroen C verkauft. Die Produktion des Citroën 5CV wurde Anfang 1926 eingestellt.
Der Plagiatsprozess dient teilweise als Deutungsversuch zur Redewendung Dasselbe in Grün. Im Automobilmuseum Aspang in Aspang-Markt in Niederösterreich sind zum Vergleich ein Opel aus dem Jahr 1927 und ein Citroën aus dem Jahr 1922 ausgestellt.